# Stirling Broncos
Gli Stirling Broncos sono stati una squadra di football americano di Stirling, in Gran Bretagna. Fondati nel 1995 come Denny Broncos, hanno cambiato nome l'anno successivo; hanno disputato un SGA Bowl. Hanno chiuso nel 1998.

## Dettaglio stagioni

### Tornei

#### Tornei locali

##### SGA
| Stagione | regular season | regular season | regular season | regular season | regular season | regular season | playoff | playoff | playoff | playoff | playoff | playoff   | playoff       |
|          | Vin            | Par            | Per            | Tot            | PF             | PS             | Vin     | Per     | Tot     | PF      | PS      | risultato | avversaria    |
| -------- | -------------- | -------------- | -------------- | -------------- | -------------- | -------------- | ------- | ------- | ------- | ------- | ------- | --------- | ------------- |
| 1995     | 0              | 0              | 7              | 7              | 68             | 246            | -       | -       | -       | -       | -       | -         | -             |
| 1996     | ?              | ?              | ?              | ?              | ?              | ?              | 0       | 1       | 1       | 6       | 60      | SGA Bowl  | Glasgow Lions |
| 1997     | 0+?            | 0+?            | 2+?            | 2+?            | 34+?           | 76+?           | ?       | ?       | ?       | ?       | ?       | ?         | ?             |
| Totale   | 0+?            | 0+?            | 9+?            | 9+?            | 102+?          | 322+?          | 0+?     | 1+?     | 1+?     | 6+?     | 60+?    |           |               |

Fonti: Enciclopedia del Football - A cura di Roberto Mezzetti

### Riepilogo fasi finali disputate
| Anno | Luogo | Evento | Fase del torneo | Incontro                         | Risultato |
| 1996 |       | SGA    | SGA Bowl        | Glasgow Lions - Stirling Broncos | 60 - 6    |